# 平纹细布

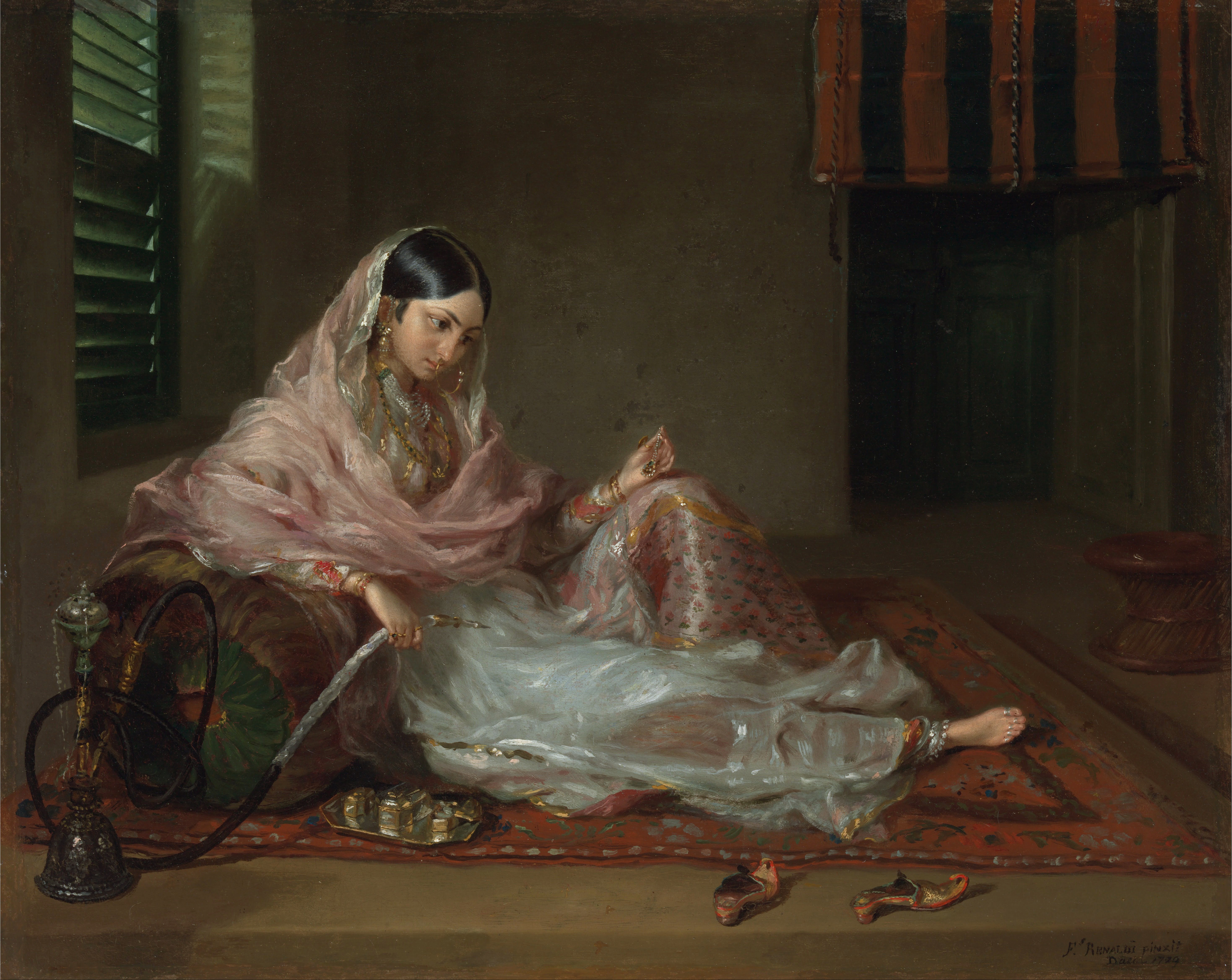
《斜倚的穆斯林女士》（弗朗西斯科·雷纳尔迪绘于1789年），画中女子身着精致的孟加拉平纹细布衣物

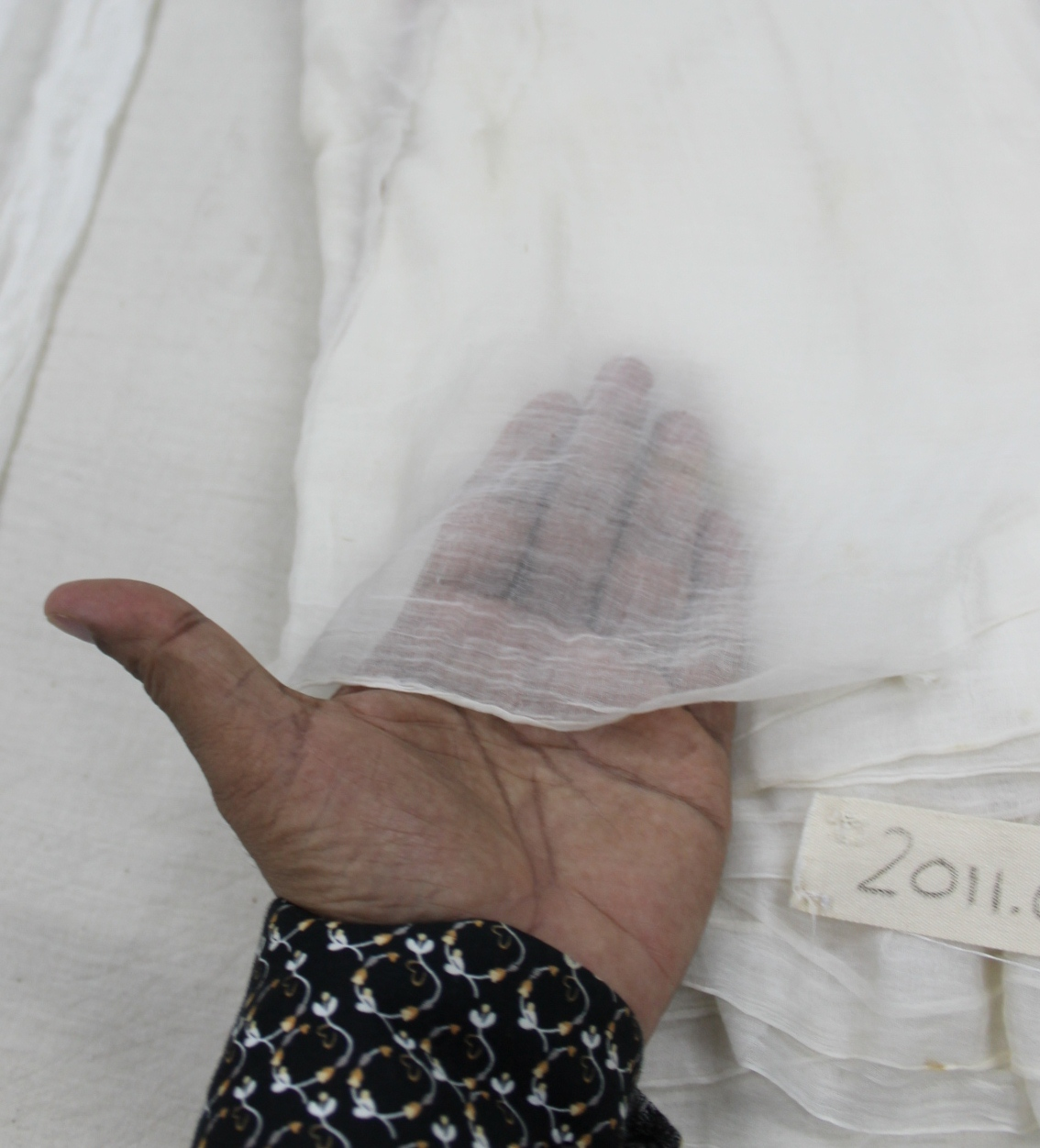
18世纪末达卡索纳尔冈制造的平纹细布

平纹细布是一种松散、半透明、细线的平纹织物，起源于2000多年前的孟加拉地區，17世纪经中东传入欧洲。传统上，平纹细布由棉制成。其西方诸语言名称（如英语muslin、法语mousseline、意大利语mussola等）来自伊拉克城市摩苏尔。